# قلعة ألتس
قلعة ألتس (بالألمانية: Burg Eltz) قلعة أنشئت في القرون الوسطى تقع في التلال أعلى نهر الموزيل بين مدينتي كوبلنز وترير في ولاية راينلند بالاتينات في ألمانيا. لا تزال عائلة ألتس تمتلكها، تلك العائلة التي عاشت في المنطقة في القرن الثاني عشر، تعتبر قلعة ألتس بالإضافة إلى قلعة بورشيم وقلعة ليسينجن هي القلاع الوحيدة على الضفة اليسرى من الراين في راينلاند بالاتينات التي لم يتم تدميرها قط.
تتميز القلعة بتفاصيل معمارية جميلة وموقع فريد حيث تقع في مكان فريد فوق التلال أعلى نهر الموزيل، حتى الآن ما زالت ملكية القلعة في أيدي أحفاد عائلة ألتس التي قامت ببنائها في القرن التاسع الميلادي حيث توارثها 33 جيل من أحفاد العائلة، وقرر الأحفاد فتح القلعة للجمهور حتى تصبح مزارا سياحيا عالميا، ما زالت القلعة وما يحيط بها من حدائق تحتفظ برونقها وجمالها، تضم القلعة عدداً من القاعات من بينها قاعة الفرسان، التي تحوي على سجاجيد فرنسية مصورة ترجع إلى القرن السابع عشر. وعدد من الأعمال الفنية لعصور متنوعة، تتكون القلعة من ثمانية أبراج يتراوح ارتفاعها بين 30-40 متراً.

## اقرأ أيضا
- قلعة كولديتز